# Kronoma
Kronoma (finska: Kruununmaa) är en ö i Finland. Den ligger i Skärgårdshavet och i kommunen Nådendal i den ekonomiska regionen  Åbo ekonomiska region i landskapet Egentliga Finland, i den sydvästra delen av landet. Ön ligger omkring 33 kilometer sydväst om Åbo och omkring 180 kilometer väster om Helsingfors.
Öns area är 56,2 hektar och dess största längd är 1,1 kilometer i öst-västlig riktning. Ön höjer sig omkring 40 meter över havsytan.